# 苏捡
苏捡或作蘇檢（9世纪?—903年3月6日），字聖用。武功（今陝西武功）人。唐末官员。
父苏蒙，祖苏迢。乾寧元年（894年）甲寅科狀元，主考官是禮部侍郎李擇。同榜有韋莊等。不久喪妻。歷官洋州刺史，中书舍人。天复二年（902年）官至工部侍郎、同中书门下平章事。天复三年正月，劫持唐昭宗的李茂貞以其子李繼侃娶唐昭宗之女平原公主，又将苏捡的女儿嫁与唐昭宗儿子、景王李祕为王妃，以巩固自己的地位。
苏捡遭朱全忠所嫉，流放环州（今甘肅環縣）。不久，他与吏部侍郎盧光啟一同被赐死。《新唐书》记，两人一同被朱全忠所杀。次子苏原投奔彭高，被收为養子。

## 备注
1. ↑  《新唐书》卷182《卢光启传》及《宰相世系表》四上[1]作苏检。苏舜钦《先公墓志铭并序》作苏捡。